# Zanclodon
Zanclodon é um gênero extinto de répteis de arqueossauro endêmicos ao que teria sido a Europa durante as épocas do Triássico Médio-Triássico Tardio épocas (245-199.6 mya).
Zanclodon ("dente de foice") é o nome usado formalmente para o material fóssil que pertence realmente a pelo menos dois gêneros do dinossauros do Triássico Tardio. Parrish (1993), Nesbitt (2005) e Nesbitt e Norell (2006) não acreditam que Zanclodon é um dinossauro e colocá-lo no clade Suchia, incertae sedis. Foi colocado anteriormente no Teratossauro, dentro do Terópoda. A espécie do tipo, Zanclodon laevis, é baseada em um maxilar esquerdo que representa um archosauria indeterminado. Portanto, o gênero não é inequivocamente identificável.

## Taxonomia
Zanclodon foi nomeado por Plieninger (1846). Ele foi originalmente chamado Smilodon, mas este nome tinha sido usado anteriormente para o gato dente-de-sabre (um nome preocupado), por isso foi renomeado. Foi sinonimizado subjetivamente como Plateossauro por Marsh (1895) e Marsh (1896); Foi sinonimizado subjetivamente como Teratosaurus por Romer (1956); Foi considerado um nomen dubium por Steel (1970); Foi considerado um nomen vanum por Welles (1984); Foi considerado um nomen dubium por Naish e Martill (2007). Foi atribuído a Lacertilia por Quenstedt (1867); A Megalosauridae por Lydekker (1888); A Plateosauridae por von Zittel (1911); A Zanclodontidae por Sauvage (1882), Marsh (1882), Marsh (1884), Marsh (1884), Marsh (1885), Fraas (1900), Huene (1908), Huene (1909) e Huene (1914); A Carnosauria por Huene (1923); e para Archosauria por Galton (2001).

## Espécies
Z. laevis (Plieninger 1846) [originalmente "Smilodon"] (tipo)
Z. crenatus (Plieninger 1846) [originalmente "Smilodon"]
Z. bavaricus (Fraas 1894 vide Sandberger 1894) = Sauropodomorpha incertae sedis [citação necessário]
Z. plieningeri (Fraas 1896) = sinônimo de Z. laevis
Z. arenaceus (Fraas 1896)
Z. cambrensis (Newton 1899) = '"Newtonsaurus" (Welles & Pickering 1993) - nomen nudum, conhecido de dentes em Gales do Sul
Z. quenstedti (Koken 1900) = Plateosaurus engelhardti
Z. schutzii (Fraas 1900) = Batrachotomus
Z. silesiacus (Jaekel 1910) = Plateossauro